# Abbaye de Gembloux
Pour les articles homonymes, voir Gembloux (homonymie).
L'abbaye Saints-Pierre-et-Exupère de Gembloux fut fondée en 936 par Saint Guibert de Gembloux, un seigneur lassé de sa carrière militaire et qui s'est installé comme ermite à une quinzaine de kilomètres au nord de Namur. Le moine Erluin fut le premier supérieur de ce monastère et il lui appliqua la règle de saint Benoît. Dès le début, Otton Ier de Germanie octroya au monastère des droits régaliens avec une grande autonomie pour la monnaie et le commerce. Au XIe siècle, le monastère eut un grand rayonnement intellectuel. Son école claustrale formait d’excellents copistes et des savants et sa bibliothèque était réputée être l'une des meilleures d'Europe. 
Au XIIe siècle, une ère de calamité survint avec plusieurs passages de troupes et des incendies en 1136, 1157 et 1185. Le monastère de Gembloux traversa ensuite les vicissitudes des âges et des révolutions. Après un siège en 1489, l'abbaye fut ruinée matériellement et spirituellement. Elle fut sauvée par l'intervention de Philippe le Beau. En 1678, l'abbaye fut incendiée par les Hollandais, totalement détruite mais rebâtie entre 1762 et 1779 selon les plans de Laurent-Benoît Dewez.
À la Révolution française, l'abbaye fut vendue comme bien national. L'État belge y installa le dépôt d'étalons de Tervueren en 1850, puis l'Institut agronomique en 1864 et finalement racheta le domaine en 1881. L'ancien palais abbatial du XVIIIe siècle abrite depuis 1860 la faculté d'agronomie Gembloux Agro-Bio Tech de l'Université de Liège.

## Fondation
Selon les textes disponibles, c'est Saint Guibert, appelé Wicbertus dans le document d'Émile Poumon et originaire de Lorraine, lassé de sa carrière militaire, qui s'installa comme ermite dans un domaine familial, à Gembloux (alors connu comme Gemblours) à une quinzaine de kilomètres au nord de Namur. Il était un seigneur de haute naissance et consacra tous ses biens à l'établissement de l'abbaye (922). Il décida de construire ce monastère alors que des disciples venaient à lui.
Il fit auparavant un séjour à l'abbaye bénédictine de Gorze en Lorraine d’où il ramena le moine Erluin (en) comme premier supérieur pour son monastère. Il appliqua à Gembloux la réforme de Gorze, c'est-à-dire la Règle de saint Benoît.
Par sa charte du 20 septembre 946, Otton Ier de Germanie lui octroya dès le début immunité, pouvoir comtal et droits régaliens, avec une grande autonomie donc (droit de monnaie et de marché). 
En 1099, une grande cérémonie est tenue pour élever Guibert, fondateur du monastère de Gembloux, mort 137 ans plus tôt, au rang de saint fondateur de l’abbaye. Avec l’autorisation de l’archevêque de Cologne, ses restes sont extraits de son tombeau puis portés dans un champ voisin pour être montrés au peuple. Les reliques sont ensuite déposées dans une châsse et placées à l’intérieur de l’église de Gembloux.

## Développement et histoire du monastère
Plus tard, le monastère se plaça sous la protection de Notger, et, pendant cette période épiscopale (988-1116), il se développa rapidement, surtout sous le gouvernement de l'abbé Olbert (1018-1048). Il devint rapidement prospère, ce qui attira des convoitises (entre autres du Comte de Namur). Guibert qui s'était retiré à Gorze dut revenir plusieurs fois pour protéger sa fondation.
Dès le siècle suivant, le monastère eut un grand rayonnement intellectuel. Son école claustrale formait d’excellents copistes et savants et sa bibliothèque était réputée être l'une des meilleures d'Europe. Sigebert de Gembloux (1030-1112), un des meilleurs chroniqueurs et historiens de son époque prit part aux controverses du temps. 
En 1116, Godefroid Ier, comte de Louvain, se fit l'avoué de Gembloux, l'empereur du saint empire romain germanique restant haut souverain nominal. La situation s’est alors détériorée, une ère de calamité est survenue, méfaits de la soldatesque, incendies de 1136, 1157, 1185.
Précisément, en 1157, un incendie détruisit complètement la ville de Gembloux, le monastère et sa bibliothèque. La communauté fut dispersée mais certains (dont Guibert) restèrent sur place. Plus tard, un relâchement de la discipline monastique et des divisions internes le forcèrent à quitter Gembloux pour Marmoutier (Tours). À peine reconstruit, le monastère subit un nouvel incendie, en 1185.  Guibert fut élu abbé en 1194. Pendant 10 ans il travailla à la restauration spirituelle et matérielle de l’abbaye, sans obtenir le succès espéré. Il renonça à sa charge en 1204 et s’exila au monastère de Florennes. Le monastère traversa les vicissitudes des âges et des révolutions.
Par exemple, il subit un siège en 1489. Après ce siège, l'abbaye fut ruinée matériellement et spirituellement. Elle fut sauvée par l'intervention de Philippe le Beau, qui confia (1501) l'abbatiat à Arnould de Solbrecq, abbé du Jardinet et cistercien. Plus tard, l'abbaye fut incendiée par les Hollandais (1678) et totalement détruite par le feu le 6 août 1678. L'abbé Legrain (1759-1790) rebâtit le monastère (entre 1762 et 1779) selon les plans de Laurent-Benoît Dewez, notamment le palais abbatial.
À la Révolution française, la communauté monastique fut emportée dans la tourmente. Le 53e et dernier abbé , Dom Colomban Wilmart, dut partir. L'abbaye fut vendue comme bien national. L'État belge y installa le dépôt d'étalons de Tervueren en 1850, puis l'Institut agronomique (1864) et finalement racheta le domaine (1881).

## Aujourd'hui
L'ancien palais abbatial (XVIIIe siècle) abrite depuis 1860 la faculté Gembloux Agro-Bio Tech de l'université de Liège (anciennement Faculté universitaire des sciences agronomiques de Gembloux).

## Abbés
À partir de Philippe Klockman (1609-1625), les abbés firent surmonter leurs armes d'une couronne comtale. Dès le XV, l'abbé, s'appuyant sur la charte de 496, siègea aux États de Brabant, comme comte et primat de l'État noble et non parmi le clergé.

## Personnes lièes à l'abbaye
Gembloux a compté de nombreux noms illustres : Olbert de Gembloux, Sigebert de Gembloux, l'abbé Papin (dessinateur), Anselme, Guibert de Gembloux, Erluin (1518-1541).

## Patrimoine architectural et culturel
- L'ancien quartier abbatial est axé sur un prostyle à quatre colonnes supportant un fronton triangulaire incorporant deux médaillons, celui figurant les armes de l'abbé constructeur et celui des armes de l'abbaye, sur la droite. On y reconnaît la mitre abbatiale et une couronne comtale à treize perles[3], constituant l'ornement majeur de la cour d'honneur.
- Pour atteindre cette cour d'honneur, intitulée cour des marronniers, on passe sous un porche orné de tympans en bois sculpté. On peut aussi accéder à cette cour par un portique en pierre sculptée. Elle est limitée par deux ailes de bâtiment perpendiculaires. Une deuxième cour, rectangulaire, s'intitule cour des noyers. À l'intérieur de cette cour, dans le vestibule d'entrée, siège un escalier à main courante et fuseaux en chêne (XVIIIe siècle) et aux étages voûtés.
- L'abbatiale, devenue église paroissiale en 1810, possédait un « Bon Dieu » qui, en 1653, se mit à saigner de toutes ses plaies et qui fit que Gembloux devint un but de pèlerinage célèbre dans toute l'Europe[4].
- L'église paroissiale Saint-Guibert, consacrée le 26 septembre 1779, est bâtie sur une crypte romane du XIe siècle dont l'entrée est défendue par une grille en fer forgé remarquable. Le sanctuaire abrite d'autres œuvres d'art dont des stalles de 1747, œuvres de Denis-Georges Bayar, et protège le sarcophage de saint Guibert[4].
- La salle capitulaire comporte un plafond voûté supporté par des colonnes en pierre.
- Le cloître traditionnel a été restauré en 1944-1948. Il comporte des baies vitrées figurant les armes des abbés ayant officié depuis le XIIIe siècle jusqu'à la suppression de l'abbaye.
- Il reste de plus quelques vestiges de l'abbaye primitive, dont une partie du mur d'enceinte[4]. Une tour, isolée, se dresse au niveau de cette enceinte fortifiée (1153). À l'intérieur, on découvre une voûte en quartier (schiste), un escalier en spirale et un linteau caractéristique.